# Altavoz activo

Diagrama de bloques de un altavoz pasivo de dos vías.

El altavoz activo es un tipo de altavoz caracterizado por el uso de filtros activos (digitales o analógicos), en lugar de filtros pasivos, para dividir el espectro de audiofrecuencia en intervalos compatibles con los transductores empleados. 
A diferencia de los altavoces pasivos, en un altavoz activo analógico la señal se amplifica después de los filtros. Emplea, por tanto, electrónica que trabajará con las amplitudes propias de la salida de preamplificador (niveles de línea). Esto permite una gran ventaja en eficiencia respecto de las alternativas pasivas, que filtran señales amplificadas y pierden gran cantidad de energía en forma de calor.
Con frecuencia, tanto el filtro como los amplificadores (uno por cada transductor) se encuentran integrados en la caja del altavoz, dejando como única diferencia externa respecto de los pasivos el cable de alimentación.
A pesar de tratarse de diseños muy superiores (a igualdad de recursos) a los pasivos, sólo tienen gran aceptación en el entorno profesional, donde su uso es prácticamente universal. Los audiófilos aún mantienen gran cantidad de prejuicios con relación a un altavoz que se enchufa y que no les permite elegir un amplificador: el altavoz activo (y muy especialmente el activo digital) es contrario a muchos dogmas que caracterizan a estos aficionados (por ejemplo, amplificación con válvulas de vacío, evitar la integración para poder adquirir/elegir el máximo número de componentes por separado, conversión digital-analógica precoz, evitar cualquier forma de ecualización, etc.).

## Tipos

### Digital

Diagrama de bloques de un altavoz activo digital de dos vías. No se muestra la fuente de alimentación.

Un tipo de altavoz activo que se caracteriza por recibir una señal digital de entrada y realizar el filtrado de frecuencias en el ámbito exclusivamente digital con el empleo de procesadores digitales de señal (DSP) antes de la conversión digital-analógica (DAC) y su posterior amplificación. Dado que a la señal de entrada no le precede un preamplificador analógico, el ajuste de volumen deberá ser realizado (típicamente, a través de un mando a distancia) en el altavoz, tras la conversión digital-analógica y antes de la amplificación.
Probablemente, la ventaja más importante respecto a un altavoz activo analógico se encuentra en el hecho de que estos diseños permiten realizar ajustes a demanda (automáticamente si incorporan un micrófono o manualmente a través de software específico conectando un ordenador a una línea de comunicaciones del altavoz), esto es, pueden ecualizar la señal enviada (principalmente al transductor de graves) para adecuar la reproducción a las condiciones del entorno. Bang & Olufsen ha patentado un sistema automático de este tipo bajo el nombre Adaptive Bass Control y Genelec® ofrece, para la calibración activa de sus altavoces con filtrado digital, AutoCalTM.
Por eficiencia, inmunidad al ruido, flexibilidad y capacidad de los filtros digitales, el altavoz digital es netamente superior a cualquier otro diseño. Sólo los costes de diseño y producción limitan el potencial de estos altavoces en el mercado doméstico.
Entre los fabricantes que ofrecen estos altavoces se encuentran, por ejemplo, Meridian Audio, Genelec® y Bang & Olufsen.

### Analógico

Diagrama de bloques de un altavoz activo analógico de dos vías. No se muestra la fuente de alimentación.

Un tipo de altavoz activo que recibe una señal analógica de entrada (normalmente, a la salida de un preamplificador) para realizar el filtrado de frecuencias analógico y, posteriormente, amplificar la señal.
En la práctica, todos los monitores profesionales son activos. Entre los fabricantes que ofrecen estos altavoces para uso doméstico se encuentran, por ejemplo, Meridian Audio, ATC o Genelec®.

#### Subwoofer
Un subtipo de altavoz activo analógico de vía única diseñado para reproducir, aproximadamente, las dos primeras octavas (las más graves, normalmente entre 20 y 80 Hz) del total de 10 que forma el espectro de audiofrecuencias y que, típicamente, integra un filtro paso bajo activo, protecciones de sobrecarga y un amplificador dedicado. Dado que nuestra percepción de la direccionalidad de estas ondas acústicas es muy limitada (una consecuencia de la gran difracción característica de las ondas de baja frecuencia), se hace innecesario más de un canal (y, por tanto, un altavoz) tanto para las reproducciones estereofónicas como multicanal (de hecho, 3 kbps bastan para transmitir un canal sin compresión para subwoofer con frecuencias de hasta 80 Hz, algo casi insignificante comparados con el 1,4 Mbps necesario para reproducir un CD).
Este tipo de altavoz no se realiza casi nunca pasivo porque:
- La reproducción de las bajas frecuencias (especialmente las más extremas, esto es, las de la primera octava) requiere, a igualdad de intensidad sonora (medido en dBSPL), una gran potencia en las versiones pasivas (de hecho, son raros, caros y de baja sensibilidad los altavoces domésticos pasivos que reproducen con dignidad frecuencias inferiores a 35 Hz). Esta potencia aumentaría los requerimientos de la etapa de amplificación (o limitarían la disponibilidad de éstos para el resto de frecuencias) si el subwoofer es pasivo.
- La posibilidad de emplear filtros activos permite ecualizar la señal de entrada. Esto es algo muy interesante para limitar el volumen de la caja y para reforzar/compensar resonancias; un fenómeno especialmente notable con las más bajas frecuencias en recintos pequeños (la longitud de onda de un sonido de 20 Hz en el aire es de unos 17 m).
- Un subwoofer pasivo tendría importantes problemas de compatibilidad con la mayoría de decodificadores/amplificadores con canal específico de subwoofer (por ejemplo amplificadores/docodificadores Dolby AC-3). Estos suelen tener salidas RCA sin amplificar para conectar con subwoofer activo. La compra de un amplificador monofónico adicional se haría imprescindible para estos casos.

## Ventajas respecto de las alternativas pasivas
- Correctamente diseñados pueden ofrecer, a igualdad de recursos, mayor calidad que los pasivos,[14] dado que:
  - Es posible emplear filtros más abruptos (especialmente en los modelos digitales) impidiendo que un transductor reciba señales insuficientemente atenuadas de frecuencias que quedan fuera de su rango de trabajo.
  - Permiten el empleo de amplificadores diseñados específicamente para las características eléctricas y mecánicas de cada transductor (lo que, además, excluye la necesidad de que los amplificadores cubran el total del rango de audiofrecuencias, limitando ligeramente el aumento de costes respecto de un sistema basado en altavoces pasivos).
  - Permiten al diseñador (y en el caso digital, al usuario) ecualizar con facilidad la señal de entrada en el filtro con objeto de reforzar/compensar características eléctricas y mecánicas del transductor o caja. En los modelos digitales esto incluye, además del transductor y la caja, el entorno del altavoz (realizado, por ejemplo, en la instalación y en modo automático con un micrófono y analizador integrado).
- A igualdad de potencia, menor consumo por realizar el filtrado de frecuencias en niveles de línea (preamplificados). Esto es muy apreciado en aplicaciones profesionales de muy alta potencia.

Es necesario tener presente que las ventajas en materia de calidad son especialmente significativas ya que se refieren a los únicos dispositivos (los altavoces) que pueden introducir diferencias audibles en un sistema de reproducción acústica moderno (correctamente diseñado, funcionando dentro de sus límites de operación y, para realizar comparaciones, siempre en ensayos doble-ciego con los niveles ajustados dentro de ±0,1 dBSPL). Al contrario de lo que se entiende como válido entre aficionados, los altavoces no sólo son el punto más débil de la cadena de componentes de un sistema de reproducción acústica... ¡son el único punto débil! (los únicos que introducen distorsión audible aunque, para ser más precisos, se deba referir al subsistema altavoces-sala de audición).

## Inconvenientes respecto de las alternativas pasivas
- Resultan sensiblemente más caros ya que requieren de un amplificador por transductor (por ejemplo, una pareja de altavoces de tres vías requiere seis amplificadores monofónicos en total, algo que apenas se ve compensado por el hecho de que no se requiere un amplificador estereofónico externo en el sistema). También es necesario tener en cuenta las fuentes de alimentación y, en los modelos digitales, los convertidores digital-analógico. Su precio sólo se justifica si se pretende la más alta calidad o, en aplicaciones profesionales, para muy altas potencias.
- Si la amplificación está integrada, requieren un cable de alimentación. Si la amplificación (y, por tanto, los filtros) es externa también serán necesarios más cables: tantos pares como transductores. En cualquier caso existe un perjuicio estético por esta razón.
- Para el caso de los altavoces activos analógicos con los amplificadores integrados en la caja del altavoz, la señal transmitida tiene una amplitud muy baja (niveles propios de la salida de un preamplificador y descritos típicamente en inglés como Line Level). Esto, que resulta una gran ventaja para la operación de los filtros, significa una desventaja en lo relativo a inmunidad, especialmente, si hay grandes distancias que cubrir en entornos muy cargados de dispositivos eléctricos (algo muy típico en aplicaciones profesionales como estudios de grabación). Sin embargo, esto es un inconveniente menor que se resuelve sin problemas empleando líneas denominadas en inglés Balanced Lines. Naturalmente, los digitales carecen de este inconveniente ya que son incluso más inmunes al ruido que los pasivos.
- La mayoría de los altavoces activos pesan más que los pasivos. La mayoría cuenta con un cajón de plástico inyectado que sumado al peso del amplificador integrado, hace a este tipo de altavoces más difíciles de cargar.